# Вальхаузен
Вальхаузен (нем. Wahlhausen) — община в Германии, в земле Тюрингия. 
Входит в состав района Айхсфельд. Подчиняется управлению Ханштайн-Рустеберг.  Население составляет 347 человек (на 31 декабря 2010 года). Занимает площадь 7,14 км².